# Bucciano
Bucciano é uma comuna italiana da região da Campania, província de Benevento, com cerca de 1.907 habitantes. Estende-se por uma área de 7 km², tendo uma densidade populacional de 272 hab/km². Faz fronteira com Airola, Bonea, Moiano, Tocco Caudio.

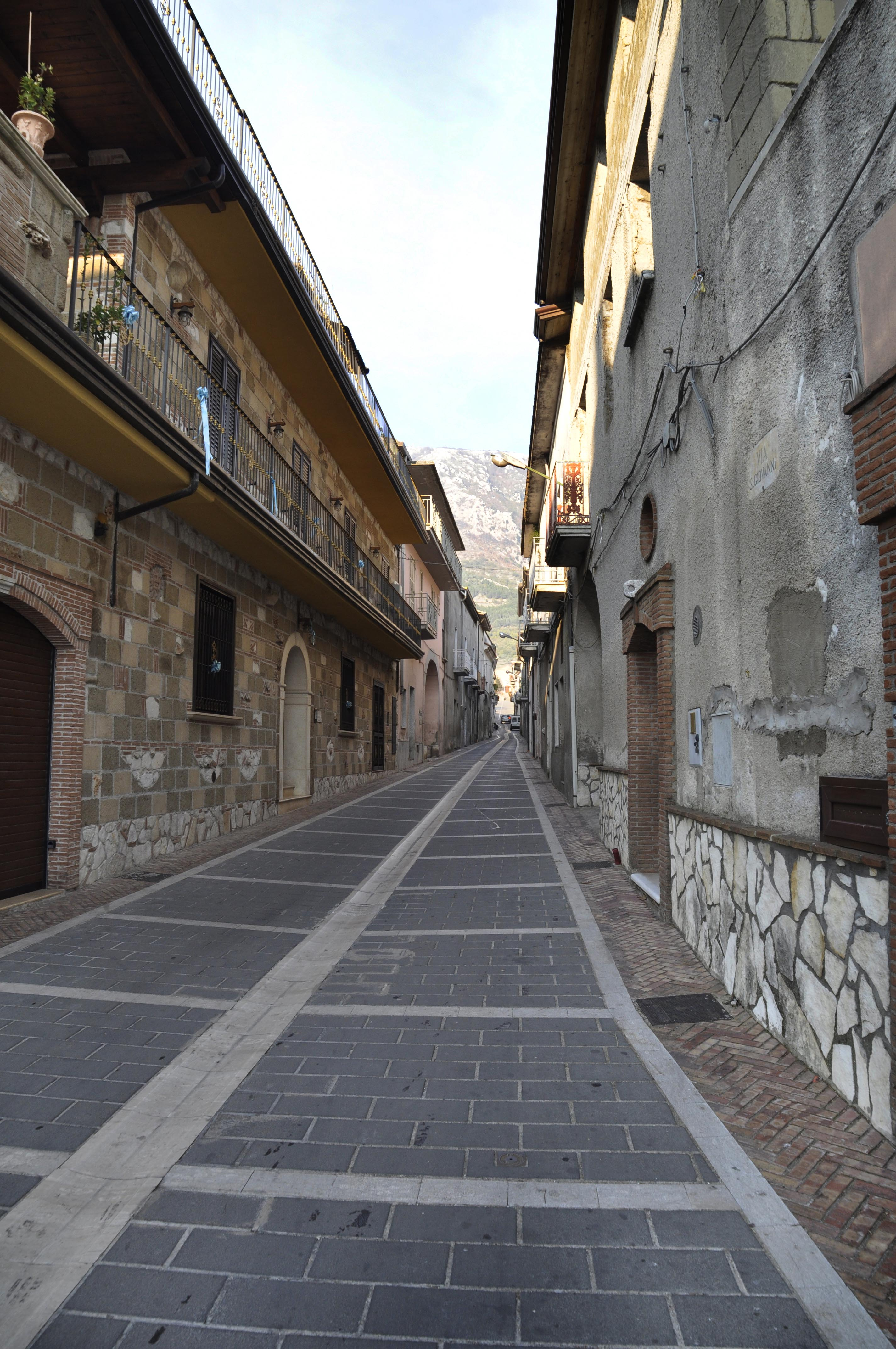
Uma estrada de Bucciano

## Demografia
| Variação demográfica do município entre 1861 e 2011                               |
|                                                                                   |
| Fonte: Istituto Nazionale di Statistica (ISTAT) - Elaboração gráfica da Wikipedia |